# 대한국민당 (1948년)
대한국민당(大韓國民黨)은 1948년 11월 13일 신익희, 윤치영 등에 의해 만들어진 정당이다. 창당 초기만 해도 친이승만 정당으로 자유당 창당 이전엔 사실상 이승만 정부의 여당 역할을 하였으나, 자유당이 창당되면서 친이승만 인사들이 대거 탈당한 후부턴 점점 친야적인 성향으로 바뀌었고 이후, 민주국민당과 합당하게 된다.
창당 이후 임영신 등의 여자국민당, 지청천의 대동청년단을 흡수했다. 그러나 최고위원 중 한사람인 신익희가 정부 수립 후 이승만과 멀어지기 시작한 한민당의 김성수의 제의를 받아들여 1949년 2월 민주국민당 결성에 참여하게 되면서 사라지게 된다.
이후 원내 제1당이던 민주국민당이 국회에서 기존의 대통령 중심제를 의원내각제로 바꾸는 개헌을 추진하자, 이승만 대통령을 지지하는 세력이 개헌을 저지할 목적으로 1949년 11월 12일 신정회, 대한노농당, 일민구락부 소속 의원들이 중심이 되어 9개월만에 다시 부활시켰다. 대한국민당은 여당인 자유당이 창당되기 전까지 사실상의 여당 역할을 수행하였으며, 자유당이 창당된 뒤에도 친여 성향의 야당으로 존재하였다. 내각책임제 개헌안을 추진하려던 민주국민당에 대하여 자유당 등과 함께 공동대응하였다.
이승만의 최측근이었으며 측근 중에서도 강경파로 분류되던 윤치영, 임영신 등은 자유당에 직접 참여하지 않고 대한국민당을 중심으로 이승만 체제를 외곽에서 지원하였다. 1956년 대한국민당은 제3대 정부통령 선거에서 부통령 후보만을 발표, 윤치영을 부통령 후보로 출마하였으나 낙선하였다. 임영신 등 일부 당원들은 여자국민당의 간판으로 부통령 후보에 출마했으나 낙선했다. 1958년 7월 해산하였다. 당권은 최초에 신익희가 주도하였으나 후에 신익희가 탈당하면서 윤치영, 이인의 공동 대표체제로 운영되었다.

## 주요 선거 결과

### 국회의원 선거
|  | 11.43% |

|  | 11.43% |

|  | 1.48% |

|  | 1.48% |

### 지방선거
|  | 0.5% |

|  | 0.1% |

## 같이 보기
- 윤치영
- 임영신
- 신익희
- 임병직
- 지청천
- 자유당
- 민주국민당